# Кругловка (Северо-Казахстанская область)
Кругловка (каз. Кругловка) — упразднённое село в Айыртауском районе Северо-Казахстанской области Казахстана. Входило в состав Елецкого сельского округа. Код КАТО — 593240700. Ликвидировано в 2015 году.

## Население
В 1999 году население села составляло 120 человек (62 мужчины и 58 женщин). По данным переписи 2009 года в селе проживало 31 человек (15 мужчин и 16 женщин).